# Picouina
Picouina es un género de foraminífero bentónico de la subfamilia Miliolinae, de la familia Miliolidae, de la superfamilia Milioloidea, del suborden Miliolina y del orden Miliolida. Su especie tipo es Triloculina mississippiensis. Su rango cronoestratigráfico abarca el Rupeliense (Oligoceno medio).

## Clasificación
Picouina incluye a la siguiente especie:
- Picouina mississippiensis